# Yoshiaki Ōta
Yoshiaki Ōta (jap. 太田吉彰 Ōta Yoshiaki; ur. 11 czerwca 1983 w mieście Hamakita (obecnie dzielnica Hamamatsu, w prefekturze Shizuoka) – japoński piłkarz grający na pozycji pomocnika, zawodnik Júbilo Iwata.

## Życiorys
Jest bratem byłego piłkarza Keisuke Ōta.

### Kariera klubowa
Yoshiaki Ōta od najmłodszych lat występował w drużynie Júbilo Iwata. W pierwszej drużynie zadebiutował w 2003 roku. W sezonie 2004 debiutował w J-League. Grał w 7 meczach i strzelił 1 bramkę. W kolejnym sezonie w Júbilo grał w sumie 37 razy i zdobył 7 goli. W 2006 roku, w 43 spotkaniach 10 razy trafiał do siatki rywala. W następnym grał również w 30 meczach, w których strzelił 6 goli. Rok później rozegrał zaledwie 7 spotkań i strzelił 1 bramkę. W 2009 roku w 18 meczach nie strzelił gola.
W latach 2010–2014 występował w barwach japońskiego klubu Vegalta Sendai.
8 stycznia 2015 podpisał kontrakt z japońskim klubem Júbilo Iwata, umowa do 31 stycznia 2020.

### Kariera reprezentacyjna
Ōta był powołany do reprezentacji Japonii na Puchar Azji 2007. Nie grał jednak w żadnym meczu.

## Statystyki

### Klubowe
Stan na 6 marca 2010
| Sezon   | Klub           | Liga     | Liga | Liga | Puchar Kraju | Puchar Kraju | Puchar Ligi | Puchar Ligi | Azja | Azja | Łącznie | Łącznie |
| Sezon   | Klub           | Liga     | Wys  | Gole | Wys          | Gole         | Wys         | Gole        | Wys  | Gole | Wys     | Gole    |
| ------- | -------------- | -------- | ---- | ---- | ------------ | ------------ | ----------- | ----------- | ---- | ---- | ------- | ------- |
| 2002    | Júbilo Iwata   | J-League | 0    | 0    | 0            | 0            | 0           | 0           | -    | -    | 0       | 0       |
| 2003    | Júbilo Iwata   | J-League | 0    | 0    | 1            | 0            | 0           | 0           | -    | -    | 1       | 0       |
| 2004    | Júbilo Iwata   | J-League | 7    | 1    | 1            | 0            | 1           | 0           | 1    | 0    | 10      | 1       |
| 2005    | Júbilo Iwata   | J-League | 30   | 7    | 2            | 0            | 2           | 0           | 3    | 0    | 37      | 7       |
| 2006    | Júbilo Iwata   | J-League | 32   | 9    | 3            | 0            | 8           | 1           | -    | -    | 43      | 10      |
| 2007    | Júbilo Iwata   | J-League | 32   | 4    | 2            | 1            | 6           | 1           | -    | -    | 40      | 6       |
| 2008    | Júbilo Iwata   | J-League | 1    | 0    | 2            | 1            | 2           | 0           | -    | -    | 5       | 1       |
| 2009    | Júbilo Iwata   | J-League | 13   | 0    | -            | -            | 5           | 0           | -    | -    | 18      | 0       |
| 2010    | Vegalta Sendai | J-League | 1    | 0    |              |              |             |             | -    | -    |         |         |
| Łącznie | Łącznie        | Łącznie  | 116  | 21   | 11           | 2            | 24          | 2           | 4    | 0    | 154     | 25      |

## Sukcesy

### Klubowe
Vegalta Sendai
- Zwycięzca J.League Division 1: 2002
- Zdobywca drugiego miejsca J.League Division 1: 2003, 2012
- Zwycięzca Pucharu Japonii: 2003
- Zdobywca drugiego miejsca Pucharu Japonii: 2004

Júbilo Iwata
- Zdobywca drugiego miejsca J2 League: 2015